# Lista tras koncertowych Rihanny
Rihanna jest barbadoską piosenkarką R&B. Jej pierwsza trasa koncertowa odbyła się w Ameryce Północnej, z którą odwiedziła 24 miasta na początku 2006 roku, która miała na celu promocję drugiego albumu A Girl Like Me. Druga trasa promująca trzeci album Good Girl Gone Bad, nie odbyła się tylko a Ameryce Północnej, ale również w Europie, Azji, Oceanii i Afryce, z którą odwiedziła, aż 79 miast. Jej trzecia trasa supportowała czwarty album Rated R w Europie, Ameryce Północnej i w Oceanii w 2011 roku, z którą zwiedziła aż 71 miast. Czwarta trasa Loud Tour rozpoczęła się w czerwcu 2011 roku i będzie trwać, aż do grudnia tego samego roku.

## Trasy koncertowe
| Rok | Tytuł                         | Czas i miejsce                                    | Liczba występów |
| --- | ----------------------------- | ------------------------------------------------- | --------------- |
| 2006 | Rihanna: Live in Concert Tour | 1 lipca 2006 – 29 września 2006(Ameryka Północna) | 36              |
| Jej pierwsza trasa rozpoczęła się 1 lipca 2006 roku July 1 w San Francisco, w Kalifornii, w celu promocji drugiego albumu A Girl like Me. Podczas trasy Rihanna nie wykonywała piosenek tylko z drugiego albumu, ale także z pierwszego Music of the Sun. |                               |                                                   |                 |
| 2007–09 | Good Girl Gone Bad Tour       | 15 września 2007 – 24 stycznia 2009 (Światowa)    | 79              |
| Jej druga trasa rozpoczęła się 15 września 2007 w Vancouver, w Kanadzie, aby promować trzeci album Good Girl Gone Bad. |                               |                                                   |                 |
| 2010–11 | Last Girl on Earth Tour       | 16 kwietnia 2010 – 12 marca 2011 (Światowa)       | 72              |
| Jej trzecia trasa rozpoczęła się 16 kwietnia 2010 rok w Antwerp, w Belgii, w celu promocji czwartego albumu Rated R. |                               |                                                   |                 |
| 2011 | Loud Tour                     | 4 czerwca 2011 – 17 grudnia 2011 (Światowa)       | 100             |
| Czwartą trasę Rihanna rozpoczęła 4 czerwca 2011 roku w Baltimore, w USA, aby promować piąty album Loud. |                               |                                                   |                 |

## Trasy promocyjne
| Rok  | Tytuł                            | Promowany album    | Lista utworów |
| ---- | -------------------------------- | ------------------ | --- |
| 2005 | Rihanna’s Secret Body Spray Tour | Music of the Sun   | „My Name Is Rihanna”, „If It’s Lovin’ that You Want”, „You Don't Love Me (No, No, No)”, „The Last Time”, „Let Me”, „Pon de Replay” |
| 2008 | A Girl’s Night Out               | Good Girl Gone Bad | „Pon de Replay”, „Let Me”, „Rehab”, „SOS”, „Good Girl Gone Bad”, „Hate That I Love You”, „Unfaithful”, „Don’t Stop the Music”, „Shut Up and Drive”, „Umbrella” |
| 2012 | Talk That Talk: Summer Tour      | Talk That Talk     | „Only Girl (In the World)”, „Disturbia”, „S&M”, „You da One”, „Man Down”, „Hard”, „Cockiness (Love It)”, „Birthday Cake (Remix)”, „Talk That Talk”, „Wait Your Turn”, „Where Have You Been”, „What’s My Name?”, „Run This Town”, „Live Your Life”, „All of the Lights”, „Take a Bow”, „Cheers (Drink to That)”, „Watch n' Learn”, „Rude Boy”, „Don’t Stop the Music”, „Love the Way You Lie (Part II)”, „Umbrella”, „We Found Love” |

## Gościnny udział
| Rok  | Tytuł                      | Promowany album    | Lista utworów |
| ---- | -------------------------- | ------------------ | --- |
| 2006 | PCD Album Promotional Tour | A Girl like Me     | „Pon de Replay”, „If It’s Lovin’ That You Want”, „You Don't Love Me (No, No, No)”, „We Ride”, „Break It Off”, „Unfaithful”, „Let Me”, „Kisses Don't Lie”, „P.S. (I'm Still Not Over You)”, „Redemption Song” (Bob Marley Cover), „SOS”, |
| 2006 | Rock Tha Block             | A Girl like Me     | N/A |
| 2008 | Glow in the Dark Tour      | Good Girl Gone Bad | „Breakin’ Dishes”, „Rehab”, „Break It Off”, „Pon de Replay”, „Who Am I”, „Paper Planes”, „Doo Wop (That Thing)”, „SOS”, „Hate That I Love You”, „Take A Bow”, „Unfaithful”, „Don’t Stop The Music”, „Shut Up And Drive”, „Umbrella”     |